# Кракс амазонійський
Кракс амазонійський (Crax globulosa) — вид куроподібних птахів родини краксових (Cracidae).

## Поширення
У минулому вид був широко поширений у верхній частині басейну річки Амазонка (західна Бразилія, південна Колумбія, східний Еквадор, східний Перу та північна Болівія). Сьогодні його ареал надзвичайно фрагментований, і він локально поширений лише в деяких чітко визначених районах. Мешкає у вологих і тропічних низинних лісах і лише зрідка трапляється на висотах понад 300 метрів над рівнем моря.

## Опис
Його довжина становить 82-89 см, а вага — близько 2500 г. Пір'я чорне, за винятком черевця, де воно біле. У самців є опуклий горбок над дзьобом і два яскраво-червоних карункула.